# وارلاک: آرماگدون
وارلاک: آرماگدون (به انگلیسی: Warlock: The Armageddon) یک فیلم فراطبیعی ترسناک آمریکایی محصول سال ۱۹۹۳ به کارگردانی آنتونی هیکاکس که دنباله‌ای برای فیلم وارلاک (فیلم ۱۹۸۹) محسوب می‌شود، جولیان سندز در نقش اصلی را بازی می‌کند که در نقش یک جنگجو بازمی‌گردد که تلاش می‌کند شیطان را از جهنم آزاد کند. قسمت این فیلم سوم با عنوان وارلاک ۳: پایان بی‌گناهی در سال ۱۹۹۹ به صورت ویدئویی منتشر شد.